# Boog van Calpurnius
De Boog van Calpurnius (Latijn:Fornix Calpurnius) was een triomfboog in het oude Rome.
De boog werd gebouwd door een lid van de gens Calpurnia en de meest waarschijnlijk kandidaat is Gaius Calpurnius Piso, die als propraetor in 184 v.Chr. een triomftocht mocht houden na overwinningen in Hispania. Het is goed mogelijk dat hij de boog liet bouwen als herinnering aan zijn triomf.
De boog wordt vermeld in het verslag van Orosius over de gewelddadige dood van Tiberius Sempronius Gracchus in 133 v.Chr. Gracchus probeerde aan zijn belagers te ontkomen, maar werd op de trap voor de Boog van Calpurnius ten val gebracht en vermoord. Waarschijnlijk stond de Boog van Calpurnius in de buurt van de Tempel van Jupiter Optimus Maximus, over een van de toegangen tot het Capitoleum.
De exacte locatie is niet meer bekend, er zijn geen restanten van de boog teruggevonden.

## Antieke bron
1. ↑  Orosius, Historiarum adversum paganos libri VII, 5.9

## Referentie
- L. Richardson, jr, A New Topographical Dictionary of Ancient Rome, Baltimore - London 1992. pp.153-154 ISBN 0801843006
- Jahrbuch des Deutschen Archäologischen Instituts - 1992. pp.152-153